# Buturović Polje
Buturović Polje je naseljeno mjesto u općini Konjic, Federacija Bosne i Hercegovine, BiH.

## Stanovništvo

### 1991.
Nacionalni sastav stanovništva 1991. godine, bio je sljedeći:
ukupno: 437
- Hrvati – 244 (55,84 %)
- Muslimani – 188 (43,02 %)
- Srbi – 4 (0,92 %)
- Jugoslaveni – 1 (0,22 %)

### 2013.
Nacionalni sastav stanovništva 2013. godine, bio je sljedeći:
ukupno: 348
- Bošnjaci – 343 (98,56 %)
- Hrvati – 1  (0,29 %)
- ostali, neopredijeljeni i nepoznato – 4 (1,15 %)

## Vanjske poveznice
- Satelitska snimka  Arhivirana inačica izvorne stranice od 15. veljače 2021. (Wayback Machine)